# Mirna (Kroatien)
Die Mirna (kroatisch Rijeka Mirna, italienisch Fiume Quieto, lateinisch Ningus) ist ein 53 Kilometer langer Fluss in der Gespanschaft Istrien in Kroatien. 
Der Fluss entspringt bei Hum, der „kleinsten Stadt der Welt“, und mündet nahe Novigrad mit der Mirna-Bucht (kroatisch Luka Mirna) in das Adriatische Meer. Dabei quert die Mirna die Halbinsel Istrien von Ost nach West. Größere Orte am Ufer des Flusses sind Motovun und Buzet. Im Flussbett befinden sich Karstquellen, die zur Wasserführung mit beitragen. Zudem gibt es zwei größere Nebenflüsse: Bračana und Butoniga mit dem Butoniga-Stausee. Unterhalb der Stadt Motovun weitet sich das Tal auf etwa 1500 m und dessen Querschnitt wird flacher. Das beruht auf einer ausgedehnten Schwemmebene, die mitunter die Ursache für Hochwasser ist.
Von Buzet flussabwärts verläuft parallel zur Mirna die Nationalstraße D44, die bei Nova Vas aus dem Tal heraus führt. Kurz vor der Mündung am Meer quert die Autobahn A9 den Flusslauf.
Der heutige Unterlauf des Flusses war in der Antike noch eine ins Land eingeschnittene Meeresbucht. Der Fluss war bis Livade/Levade, einem Ortsteil von Oprtalj/Portole, für kleinere Wasserfahrzeuge schiffbar. Die 78–79 erbaute Via Flavia, die Tergeste (Triest) via Colonia Pietas Iulia Pola (Pula) mit Tarsatica Romana (Rijeka) und Tarsata Liburna (Trsat) verband, kreuzte den Fluss bei der heutigen Ortslage Ponte Porton.
Im Flusstal um Livade/Levade befindet sich der Wald von Motovun (Motovunski šume/Bosco di Montona), ein autochthones Gebiet ehemals verbreiteter Pflanzengesellschaften. Er war lange Zeit ein Streitobjekt und wurde nach 1816 verstaatlicht, zu der Zeit war er ein Kondominium der Städte Oprtalj/Portole und Motovun/Montona. In seiner Funktion als kaiserlich-königlicher Marineforstintendant der küstenländischen Domäneninspektion entwickelte Josef Ressel den Wald zu einer wichtigen Holzquelle für den Schiffbau der k.u.k. Kriegsmarine.